# 前郷一番町
前郷一番町（まえごういちばんちょう）は、秋田県横手市の町丁。郵便番号は013-0038。人口は459人、世帯数は219世帯（2020年10月1日現在）。丁目の設定のない単独町名で、全域で住居表示を実施している。旧横手市横手町・前郷の一部に相当する。

## 地理
横手地域の中央部に位置し、東で鍛冶町・平和町、西で駅前町・寿町、南で前郷二番町・神明町、北で田中町と隣接する。東端をけやき大通り（都市計画道路中央線）が、南端を阿桜大通り（同駅東線）が通る。ほとんどが住宅であり、全域が駅前地区土地区画整理事業によって整備された街区である。
全域が都市計画区域に含まれるが、区域区分非設定区域となっている。都市計画法上の用途地域では全域が商業地域に指定されている。

### 地名の由来
現在の前郷一番町という地名は1966年に実施された住居表示の際に命名されたもので、旧地名（大字前郷）に由来する。

## 歴史

### 年表
- 1966年（昭和41年）4月1日 - 住居表示実施に伴い、横手町・前郷の各一部をもって成立[2][3]。
- 1969年（昭和44年）9月8日 - 秋田銀行横手駅前支店が、前郷二番町から前郷一番町12番22号[9]に移転[10]。
- 2005年（平成17年）10月1日 - 町名の読み方が「まえごういちばんまち」から「まえごういちばんちょう」へと変更[11]。
- 2011年（平成23年）10月 - 秋田銀行横手駅前支店が横手西支店と統合し、横手条里支店となって条里へ移転[12]。

### 町名の変遷
特記のないものはすべて住居表示実施に伴う変更。
| 実施後     | 実施年月日     | 実施前                 |
| ---------- | -------------- | ---------------------- |
| 前郷一番町 | 昭和41年4月1日 | 横手町字上飛瀬（一部） |
| 前郷一番町 | 昭和41年4月1日 | 横手町字下飛瀬（一部） |
| 前郷一番町 | 昭和41年4月1日 | 前郷字囲ノ内（一部）   |
| 前郷一番町 | 昭和41年4月1日 | 前郷字礼堂（一部）     |

## 世帯数と人口
2020年（令和2年）10月1日現在の世帯数と人口は以下の通りである。
| 丁目       | 世帯数  | 人口  |
| ---------- | ------- | ----- |
| 前郷一番町 | 128世帯 | 296人 |

### 人口・世帯数の推移
以下は国勢調査による1995年（平成7年）以降の人口の推移。
| 年                 | 人口 |
| ------------------ | ---- |
| 1995年（平成7年）  | 511  |
| 2000年（平成12年） | 463  |
| 2005年（平成17年） | 423  |
| 2010年（平成22年） | 374  |
| 2015年（平成27年） | 322  |
| 2020年（令和2年）  | 296  |

以下は国勢調査による1995年（平成7年）以降の世帯数の推移。
| 年                 | 世帯数 |
| ------------------ | ------ |
| 1995年（平成7年）  | 161    |
| 2000年（平成12年） | 162    |
| 2005年（平成17年） | 145    |
| 2010年（平成22年） | 142    |
| 2015年（平成27年） | 131    |
| 2020年（令和2年）  | 128    |

## 小・中学校の学区
市立小・中学校に通う場合、学区（校区）は以下の通りとなる。
| 番地 | 小学校               | 中学校               |
| ---- | -------------------- | -------------------- |
| 全域 | 横手市立横手南小学校 | 横手市立横手南中学校 |

## 交通

### 鉄道
町内に駅はない。最寄り駅は■奥羽本線、■北上線の横手駅。

### バス
羽後交通
- 前郷一番町（横手・湯沢線、横手・大曲線、横手・小安線、ふるさと村線）
- 前郷二番町（朝日が丘線、上台線、山内線、横手清陵学院線、横手・本荘線、横手・湯沢線、横手・大曲線、横手・小安線、ふるさと村線）
- 三井寺・九品寺前（朝日が丘線、上台線、横手清陵学院線、横手・本荘線、横手・湯沢線、横手・大曲線、横手・小安線、ふるさと村線）

### 道路
- 阿桜大通り（駅東線）
- けやき大通り（中央線）

## 施設
- 応護寺（11番10号）[19]
山号：信事山、宗派：本門仏立宗、本尊：南無妙法蓮華経[19]
- 白幡稲荷神社[20]
祭神：日本武尊、宇迦御魂命（稲荷大明神）、祭日：旧暦8月1日[20]
開創年代は不明であるが、坂上田村麻呂が無紋の白旗を立てて神を祀った地を白幡神社として祀ったと言われている[20]。
- 花瑞木児童公園[21]